# Kazuki Sakurada
Kazuki Sakurada (櫻田 和樹 Sakurada Kazuki?, nacido el 1 de agosto de 1982 en Shizuoka) es un exfutbolista japonés. Jugaba de centrocampista y su único club fue el Thespakusatsu Gunma de Japón.

## Trayectoria

### Clubes
| Club                | País  | Año         |
| ------------------- | ----- | ----------- |
| Thespakusatsu Gunma | Japón | 2005 - 2013 |

## Estadística de carrera

### J. League
| Club                | Año   | J. League | J. League | Copa J. League | Copa J. League | Total | Total |
| Club                | Año   | Part.     | Goles     | Part.          | Goles          | Part. | Goles |
| ------------------- | ----- | --------- | --------- | -------------- | -------------- | ----- | ----- |
| Thespa Kusatsu      | 2005  | 7         | 0         | -              | -              | 7     | 0     |
| Thespa Kusatsu      | 2006  | 14        | 0         | -              | -              | 14    | 0     |
| Thespa Kusatsu      | 2007  | 46        | 2         | -              | -              | 46    | 2     |
| Thespa Kusatsu      | 2008  | 12        | 0         | -              | -              | 12    | 0     |
| Thespa Kusatsu      | 2009  | 49        | 1         | -              | -              | 49    | 1     |
| Thespa Kusatsu      | 2010  | 27        | 0         | -              | -              | 27    | 0     |
| Thespa Kusatsu      | 2011  | 26        | 1         | -              | -              | 26    | 1     |
| Thespa Kusatsu      | 2012  | 35        | 1         | -              | -              | 35    | 1     |
| Thespakusatsu Gunma | 2013  | 7         | 0         | -              | -              | 7     | 0     |
| Total               | Total | 223       | 5         | 0              | 0              | 223   | 5     |